# To End All Wars
To End All Wars är en amerikansk-brittisk-thailändsk långfilm från 2001, i regi av David L. Cunningham.

## Handling
Året är 1942 i Burmas djungler. Allierade trupper har tagits till fånga av japanerna. De kämpar för att hålla sig vid liv under umbäranden, brutalitet och uppbyggandet av den ökända "Dödens järnväg". 

## Rollista
- Robert Carlyle - Campbell
- Kiefer Sutherland - Lt. Jim Reardon
- Ciarán McMenamin - Ernest Gordon
- Mark Strong - Dusty
- Yugo Saso - Takashi Nagase
- Sakae Kimura - Ito
- Masayuki Yui - Noguchi
- James Cosmo - McLean
- John Gregg - Dr. Coates
- Shu Nakajima - Nagatomo
- Pip Torrens	- Foxworth
- Adam Sinclair - Jocko
- Winton Nicholson - Duncan
- Greg Ellis - Primrose
- James McCarthy - Norman